# Chiesa di San Michele Visdomini
La chiesa di San Michele, anche conosciuta come San Michelino Visdomini, è un luogo di culto cattolico che si trova all'angolo con via Bufalini e via dei Servi, su uno slargo indicato come piazza San Michele Visdomini, nel centro storico di Firenze.

## Storia

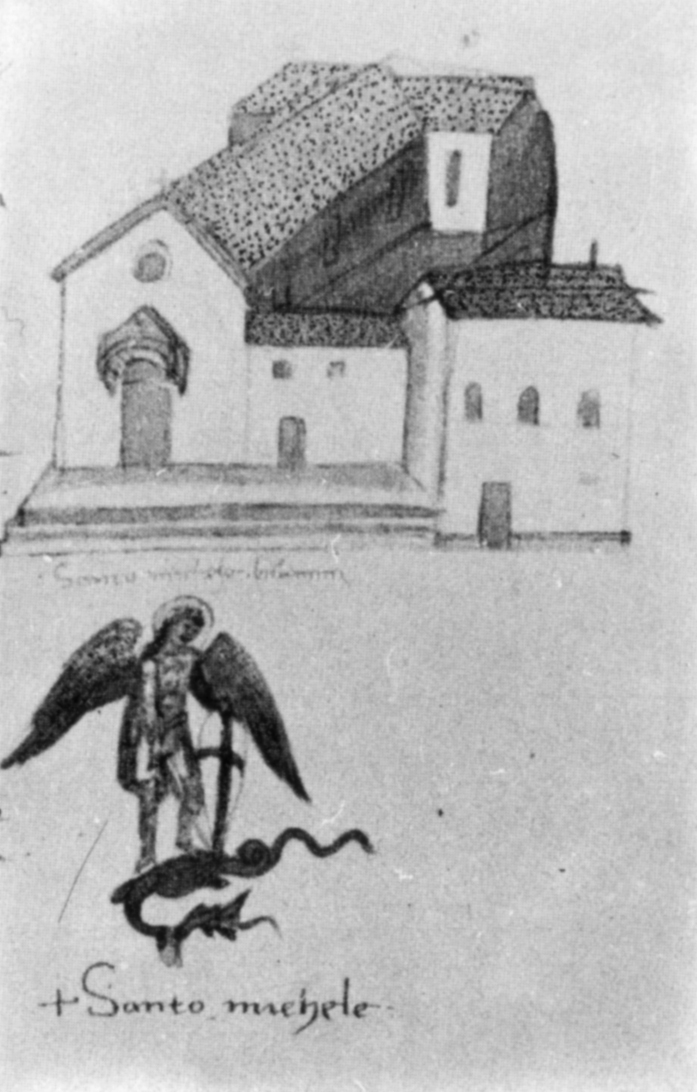
La chiesa nel codice Rustici (fine del XV secolo)

L'attuale edificio fu iniziato nel 1364 e sostituì un'antica chiesa di patronato della famiglia Visdomini, demolita un anno prima per creare maggior spazio alla nuova cattedrale (era situata sotto l'attuale absidiola nord, alle spalle dell'antica chiesa di Santa Reparata). La prima pietra fu posta alla presenza del vescovo di Fiesole Andrea Corsini, poi santo, su un terreno messo a disposizione dalla famiglia Del Palagio. Inizialmente eretta in stile gotico, con l'arrivo dei monaci celestini, che la officiarono dal 1552 al 1782, fu ristrutturata radicalmente, spostando l'ingresso da via Bufalini alla piazzetta affacciata su via dei Servi, e creando nuove cappelle in stile controriformato. Finanziò l'impresa Livia Vernazza, la vedova di Giovanni di Cosimo I de' Medici, e incaricato del progetto fu Michelangelo Pacini, assistito da Francesco Masini. Ultimati i lavori la chiesa si arricchì di ulteriori opere d'arte, come la pale del Poppi, dell'Empoli e del Passignano, che andarono ad affiancare la Pala Pucci, capolavoro di Pontormo, realizzata già nel 1518.
Davanti alla chiesa esistono ancora delle lapidi risalenti al Sette-Ottocento, ma questo luogo era usato per le sepolture già da molti secoli prima; una targa sulla sinistra della facciata infatti ricorda che qui era stato sepolto il celebre pittore Filippino Lippi, che abitava in via degli Alfani (in una casa sul sito dell'ex-clinica della Maternità).
| IN QUESTO LUOGO EBBE SEPOLTURA FILIPPINO LIPPI MORTO È IL DISEGNO OR CHE FILIPPO PARTE DA NOI. STRACCIATI IL CRIN, FLORA. PIANGI, ARNO. NON LAVORAR, PITTURA: TU FAI INDARNO CHE IL STIL HAI PERSO, E L'ENVENZIONE E L'ARTE (Giorgio Vasari) IL COMUNE DI FIRENZE NEL CINQUECENTESIMO ANNIVERSARIO DELLA MORTE 20 APRILE 2004 |

Nel Settecento, con la distruzione della chiesa di San Pier Maggiore, arrivarono in sagrestia gli armadi lignei quattrocenteschi da tale edificio.
L'alluvione del 1966 portò ingenti danni, durante i cui restauri si riscoprirono resti di affreschi trecenteschi nel transetto.

## Descrizione

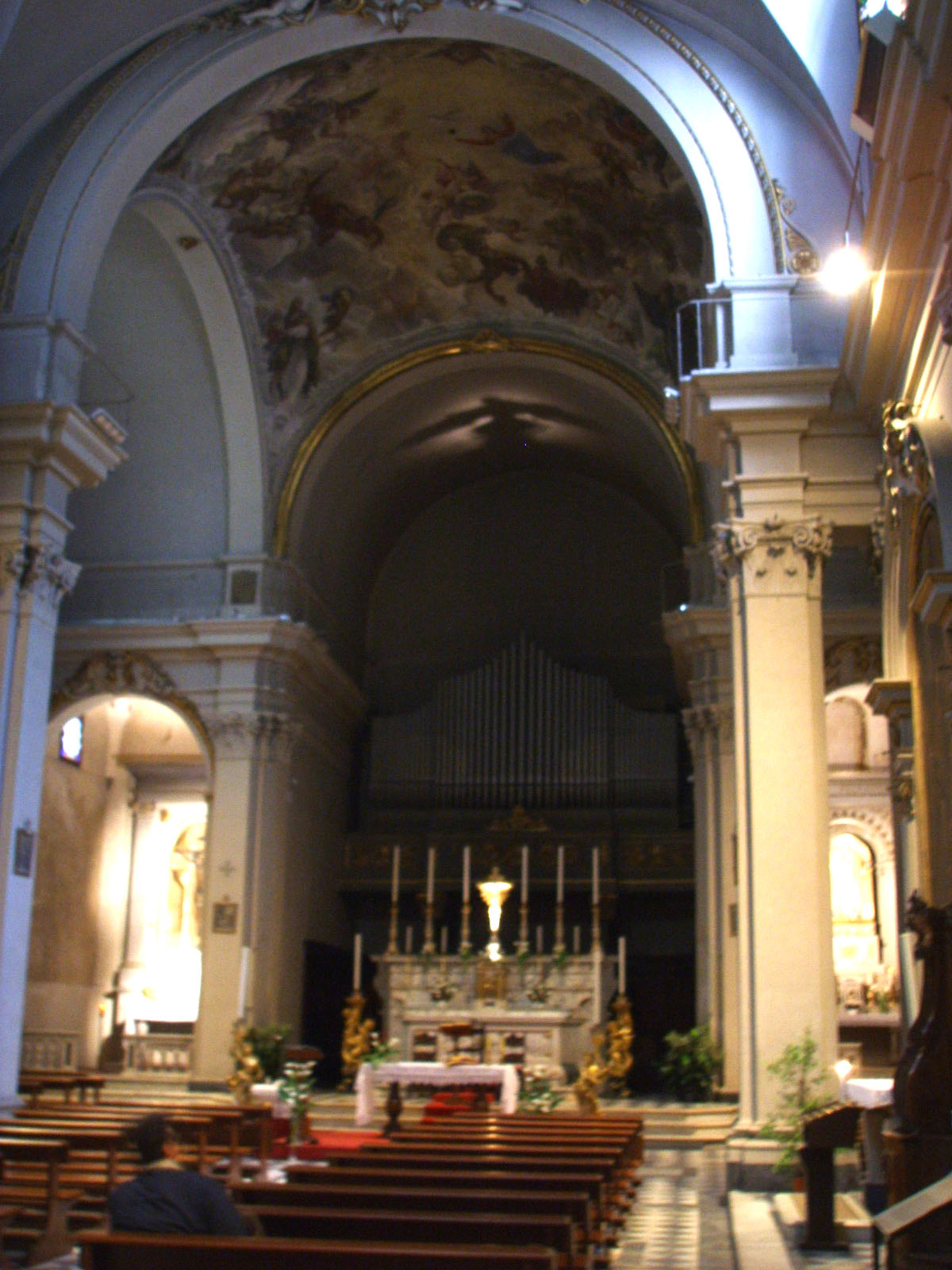
Interno

Sulla facciata si trova un grande medaglione con l'arme dei Visdomini e degli Aliotti, con in mezzo una mitria e un bastone pastorale; tutt'intorno l'iscrizione in caratteri gotici, oggi leggibili solo parzialmente: "QUESTO SEGNO È COMUNE DE' VICEDOMINI / E FIGLIUOLI DELLA TOSA-ALIOTTI, FONDATORI / E PATRONI DI QUESTA CHIESA".
L'interno è a navata unica, con altari laterali, e un transetto in cui si aprono, lungo la perate posteriore, due cappelle più quella centrale.
Il primo altare a destra è decorato dalla Natività dell'Empoli, del 1618, seguito dall'altare Pucci con una Sacra Conversazione del Pontormo datata 1518 e commissionata da Francesco Pucci. Al terzo altare l'Elemosina di san Tommaso Villanuova di Agostino Veracini.
Sull'altro lato, la Madonna col Bambino e santi del Poppi, la Predica del Battista del Passignano, opera che ne rivela i forti influssi veneti, e l'Immacolata Concezione pure del Poppi.
Alla testata del transetto destro la Nascita della Vergine di Agostino Ciampelli (1593) e l'affresco nella volta raffigurante la Vittoria dell'Arcangelo Michele di Niccolò Lapi (1702-1703), copia da Guido Reni; La prima cappella del transetto, a destra di quella maggiore, ha resti di affreschi e sinopie riferibili a Spinello Aretino, mentre quella di sinistra conserva un Crocifisso trecentesco detto dei Bianchi (portato dai Celestini provenienti dalla chiesa di San Pier Murrone), e resti di affreschi e sinopie del Trecento. La cappella maggiore non presenta elementi di particolare rilievo. Alla testata del transetto sinistro è l'altare della famiglia Alessandrini corredata dalla tavola con la Resurrezione, firmata da Francesco Brina e datata 1570, memore del plasticismo del Bronzino e delle gamme cromatiche accese e luminose di Girolamo Macchietti.
Gli armadi intarsiati con bancone, conservati in sagrestia, sono dei rari esempi di mobilio quattrocentesco, pur con integrazioni del XVII secolo. Provengono dal distrutto monastero di San Pier Maggiore. Qui si trova anche un interessante lavabo in pietra.

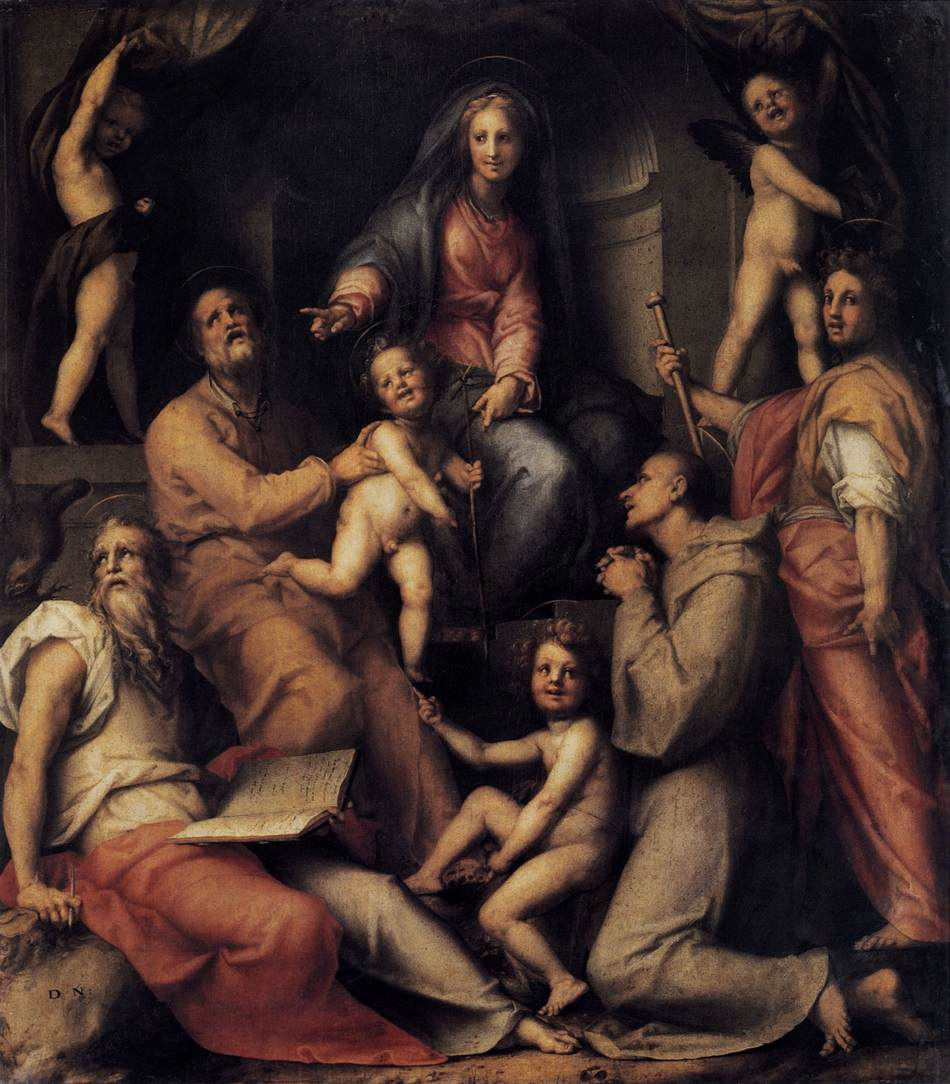
La Pala Pucci di Pontormo
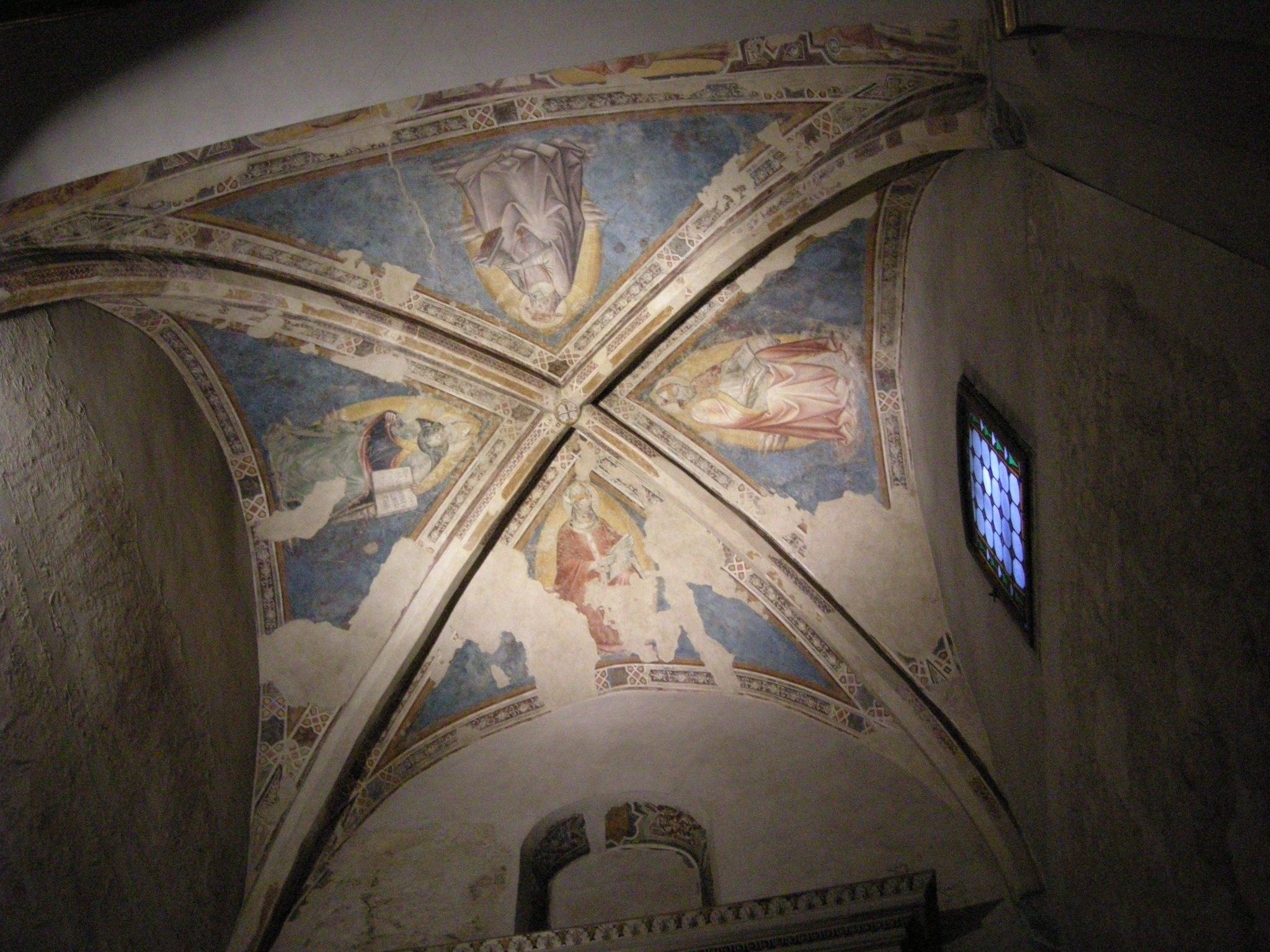
Resti di affreschi trecenteschi
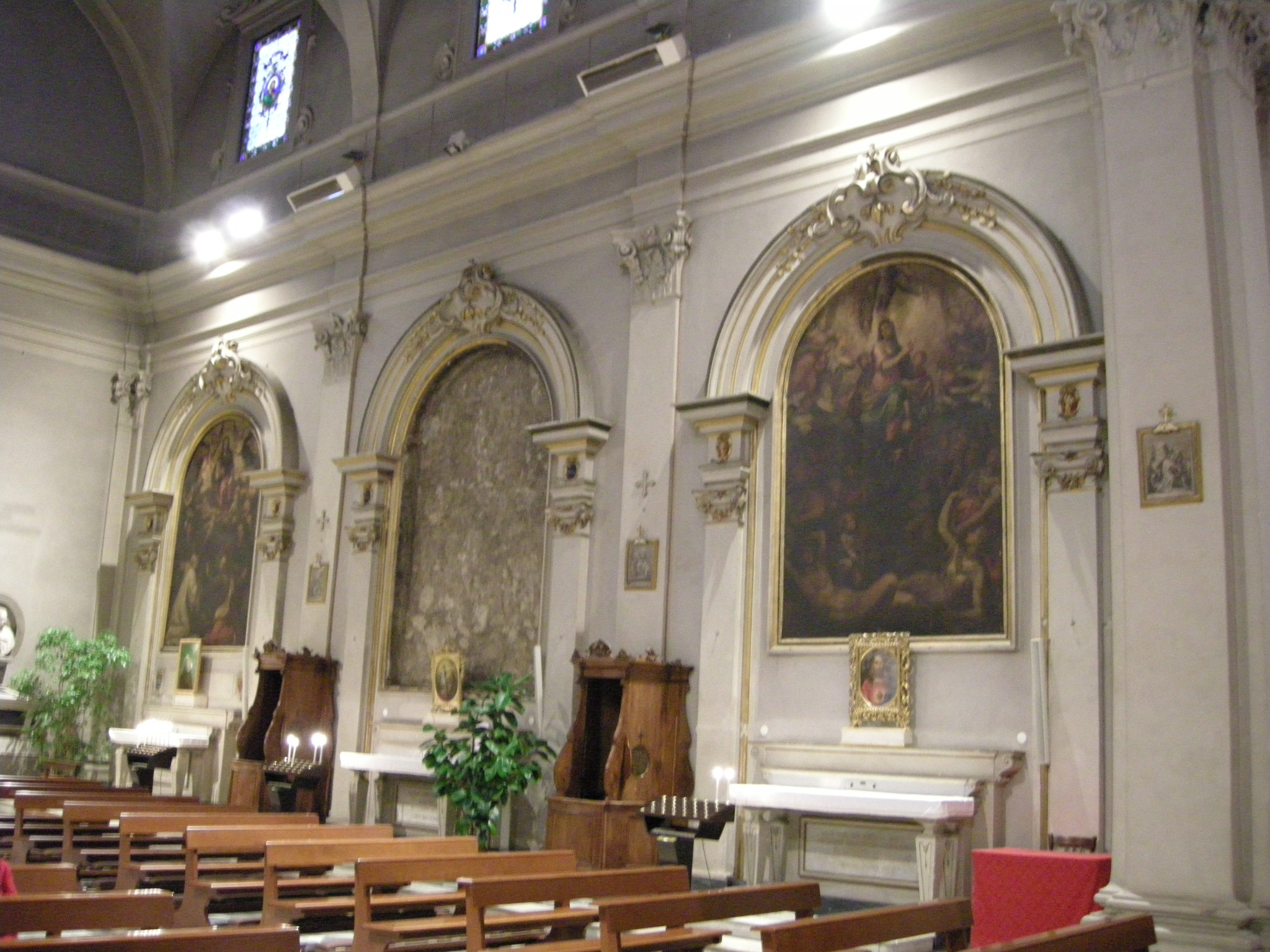
Navata sinistra

### Pertinenze

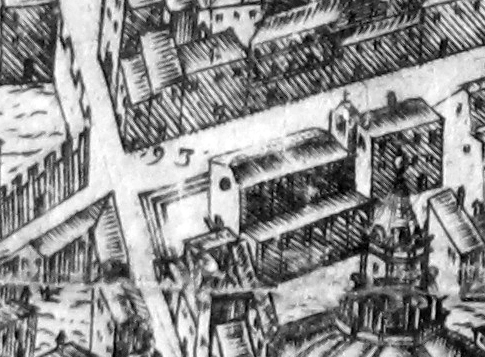
La chiesa all'ombra del Duomo nella pianta del Buonsignori

Lo stemma dei Medici Neofiti prima della rimozione

Al 6 di via dei Servi si trova una casa di San Michele Visdomini, caratterizzata da un fronte di disegno oltremodo semplice, sviluppato su quattro assi per tre piani, in aderenza alla canonica della chiesa. Presenta sulla facciata un pietrino con un monte a tre cime su cui è una croce intrecciata con la lettera S, a indicare una proprietà riconducibile alla chiesa stessa. In corrispondenza della mostra segnata con il numero civico 20r è tuttavia un'iscrizione che la dice "delle monache di Boldrone", accompagnata dal numero cinque in riferimento alla posizione dell'immobile nel registro delle possessioni del monastero. Sempre in questa zona è un'ampia porzione di paramento in pietra lasciata a vista sulla superficie per il resto intonacata, a ribadire l'antichità dell'edificio.
Al 22 rosso si trova l'edificio della canonica, che pur privo di elementi architettonici d'interesse, è tuttavia di rilievo nel determinare questo spazio urbano, posto com'è tra la via dei Servi e la piazzetta dove è la facciata della chiesa. Già di pertinenza di questa stessa chiesa, si sviluppa per tre piani, con un asse sulla strada e due sullo slargo. Sulla cantonata è un pietrino con la scritta "Pr(ote)ctor noster" e l'insegna della chiesa, formata da una S intrecciata a una croce. Così ricorda la casa Federico Fantozzi: "Fu dimora di Rabbi Jochiel che abiurò in Roma nel 1583 l'ebraica superstizione e fu battezzato da Gregorio XIII. Il cardinale de' Medici, poi Ferdinando I, gli fu padrino; ed avendogli accordato il proprio casato prese il nome di Vitale de' Medici. Fu dotto e virtuoso come lo furono i suoi figli Alessandro e Antonio che qui pure abitarono". Lo stemma di questa curiosa famiglia, detta dei "Medici Proseliti" o dei "Medici Neofiti", era identico a quello della casa regnante, e si trovava sulla cantonata dell'edificio sormontato dalla corona granducale e da un cappello cardinalizio a dodici nappe (allusione a Ferdinando I, prima cardinale e poi granduca), e con il cartiglio "Protector noster", l'unico sopravvissuto oggi. Rimosso negli anni settanta poiché pericolante, Bargellini-Guarnieri dicono "che verrà rimesso a posto", sebbene da allora ciò non sia avvenuto. In questa casa ebbe sede la Pia Casa dei Catecumeni, per l'istruzione e l'assistenza dei convertiti proprio come i Medici Neofiti, che probabilmente ne furono munifici sostenitori, come ipotizza Guido Carocci.

L'edificio della canonica negli anni settanta, ancora con lo stemma
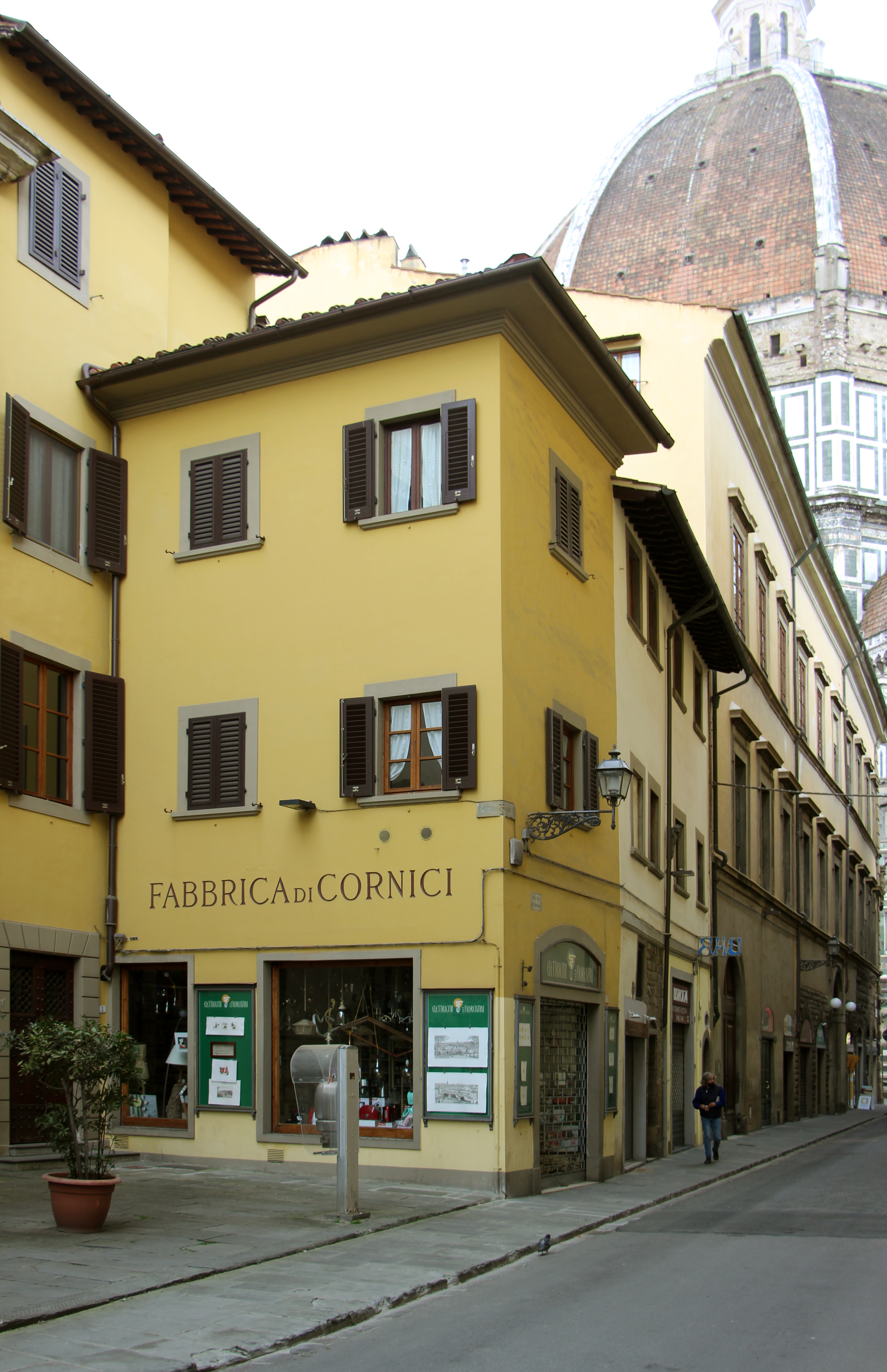
L'edificio oggi
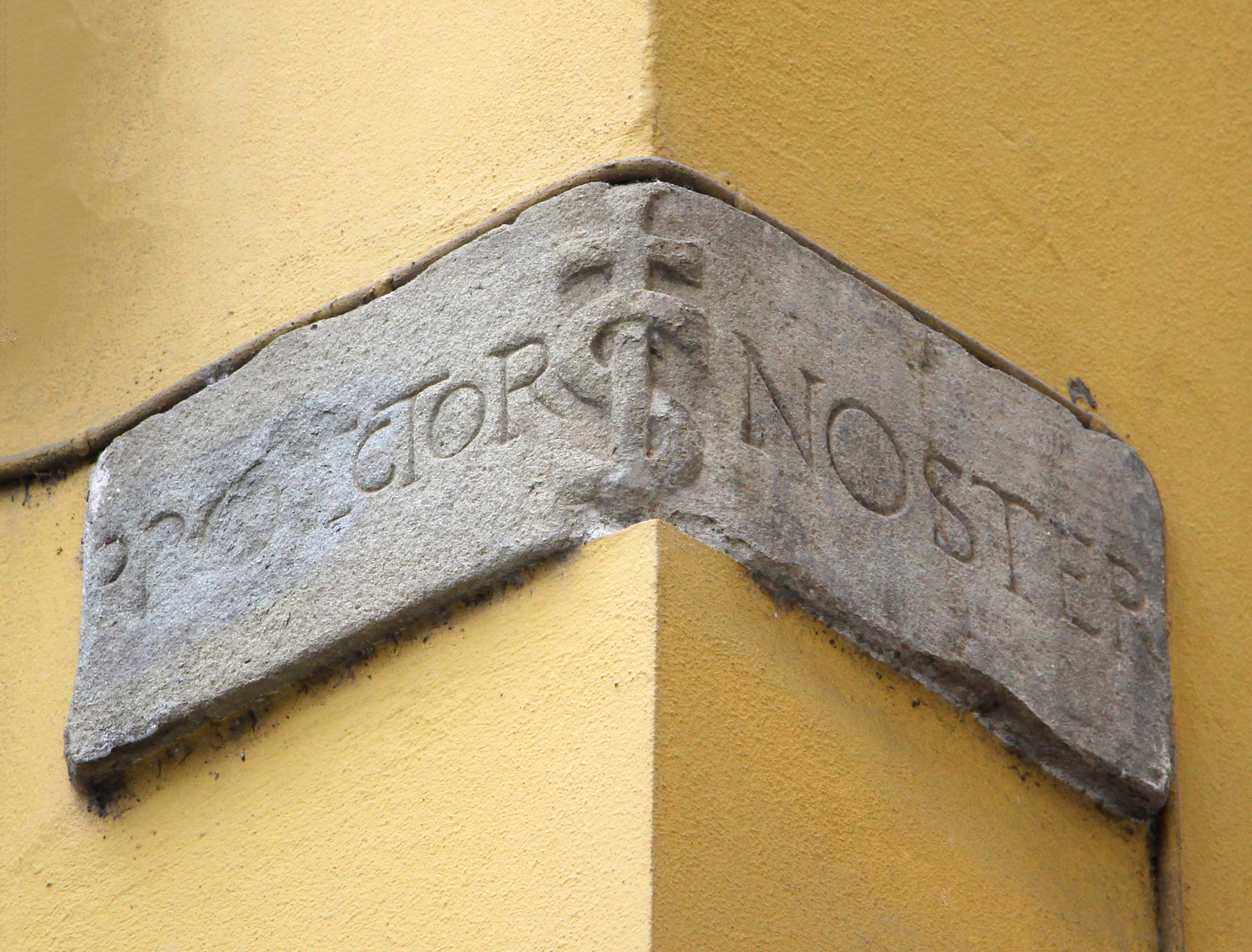
Resti dello stemma
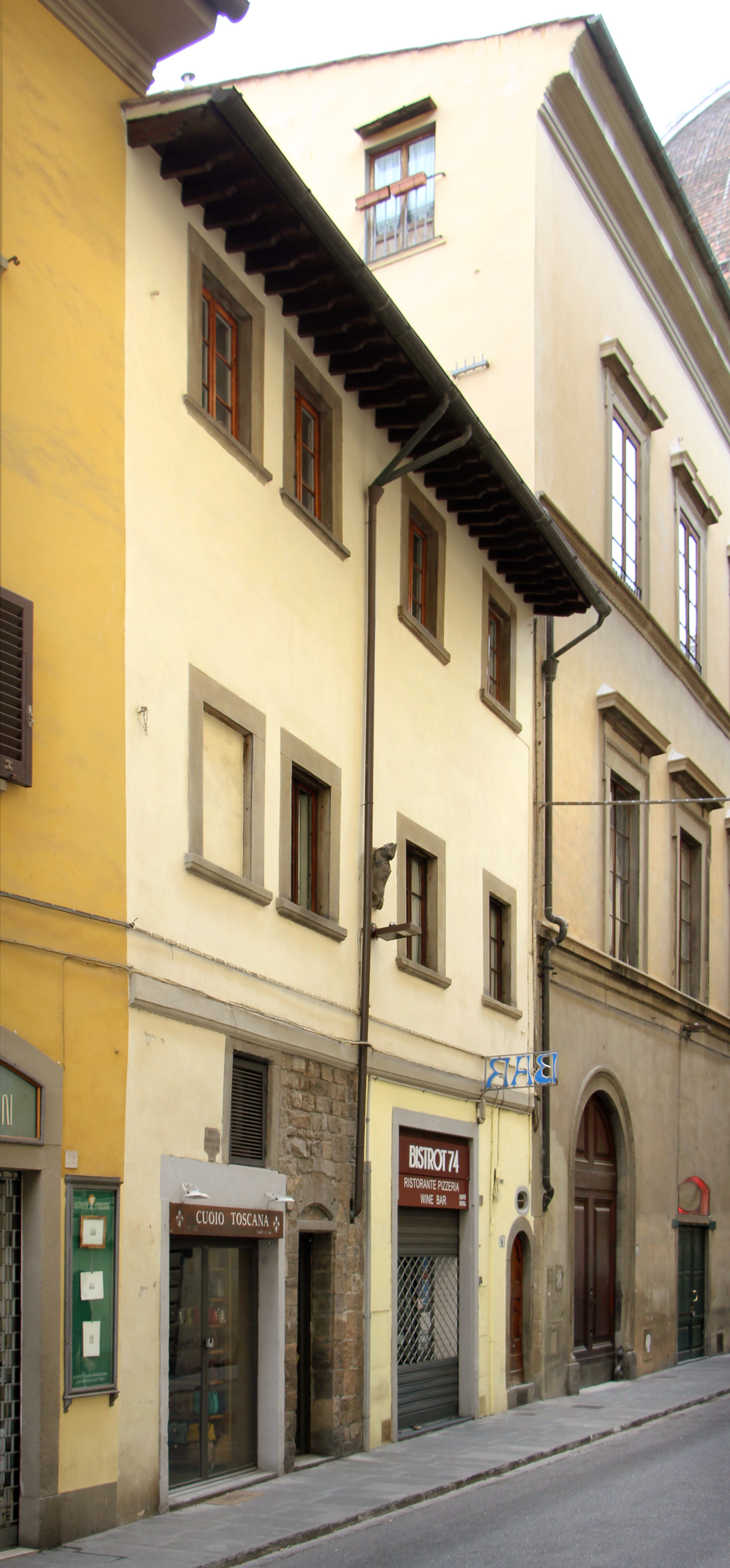
La casa al n. 6
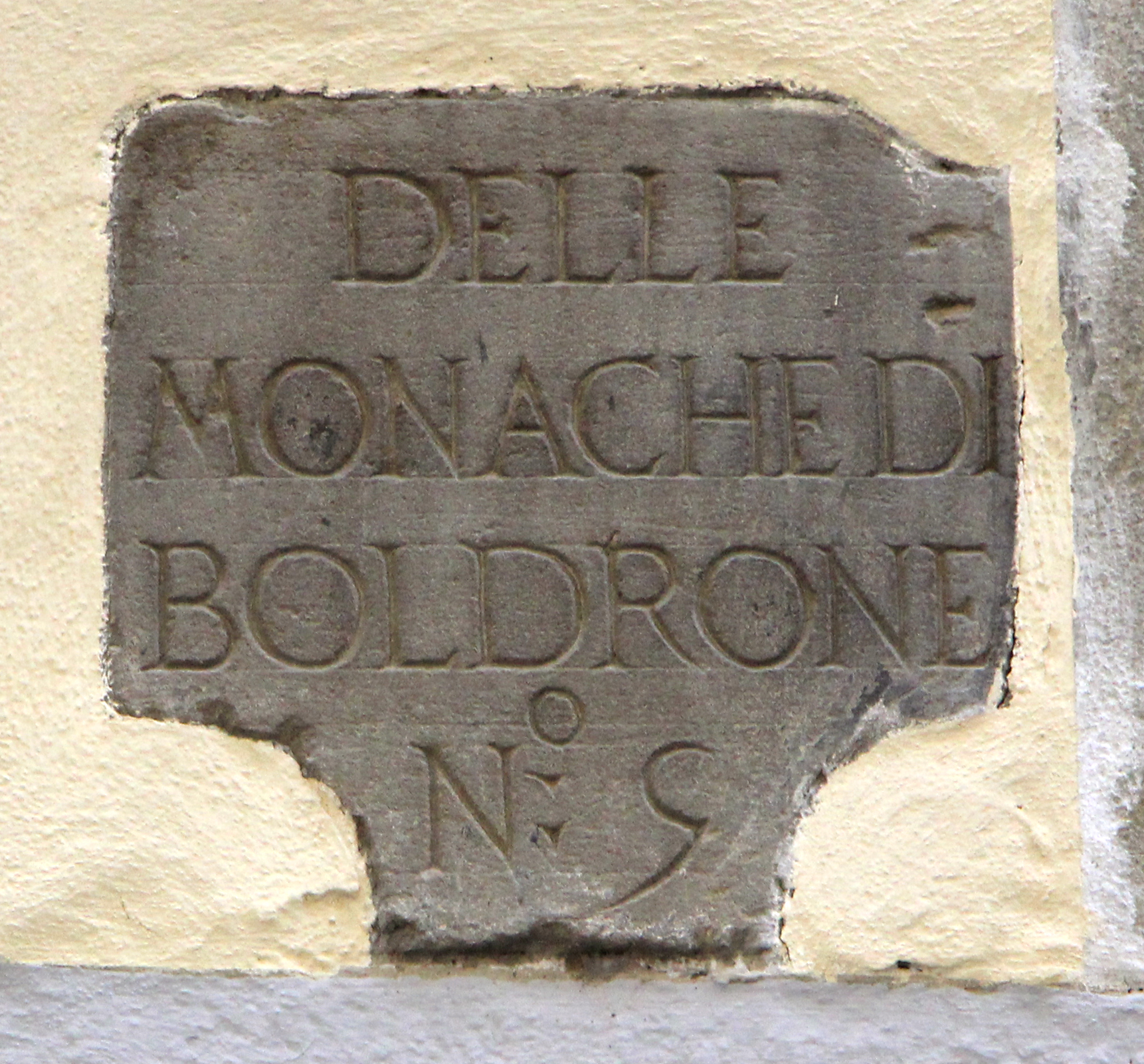
Il pietrino delle monache di Boldrone

## Confraternite
Nella chiesa e nei suoi annessi si riunirono nel tempo alcune confraternite. Tra le più importanti ci furono la Compagnia del Crocifisso e Santa Maria Maddalena dei Bianchi, venerante un antico crocifisso ancora nella chiesa, o la Compagnia di San Giuseppe dei Legnaiuoli.